# گبشتدت
گبشتدت (به آلمانی: Gebstedt) یک منطقهٔ مسکونی در آلمان است که در باد زولزا واقع شده‌است.
 گبشتدت  ۲۸۷ نفر جمعیت دارد.